# Ropalidia fasciata
Ropalidia fasciata är en getingart som först beskrevs av Fabricius 1804.  Ropalidia fasciata ingår i släktet Ropalidia och familjen getingar. Inga underarter finns listade i Catalogue of Life.